# 島津久子
島津 久子（しまづ ひさこ、1898年8月8日 - 2005年5月15日）は、日本の華族で厚生活動者。

## 来歴
子爵・高倉永則の娘で島津久範の妻。島津久永（夫人は島津貴子）の母にあたる。日本更生保護女性連盟会長・名誉会長を務めた。
2005年5月15日、肝腫瘍のため東京都内の病院で死去（106歳没）。

## その他
息子島津久永が1960年に昭和天皇の第五皇女、島津貴子（清宮貴子内親王）と結婚時、東京家庭裁判所で調停委員を務めている様子が、当時連載されていたサザエさんでネタになっており、家庭裁判所に嫁姑問題の相談に来たと見せかけて息子の結婚生活の様子を聞きに来た老婆を追い返すオチとなっている。
なお、老婆は追い返された際もせめてサインだけでもとねだっており、その様子をマスオが見ていた。

## 著作
- 『結婚失敗実例集　別離の悲しみに泣かないために』光文社〈カッパ・ホームズ〉、1970年
- 編著『結婚のすべて　縁談・交際・婚約・挙式』ひかりのくに〈コレクションファミリエ〉、1980年
- 『星に花に愛』世論時報社、1982年
- 『梅のしるしと』世論時報社、1984年。序文・島津貴子
- 『深山に白く』世論時報社、1986年